# Thymoites puer
Thymoites puer är en spindelart som först beskrevs av Cândido Firmino de Mello-Leitão 1941.  
Thymoites puer ingår i släktet Thymoites och familjen klotspindlar. Inga underarter finns listade i Catalogue of Life.